# Dolenje
Dolenje je selo na lijevoj strani rijeke Vipave u općini Ajdovščina, Primorska Slovenija. Naselje je 2002. godine imalo 131 stanovnika.